# Томислав Іванчич
Томісла́в Іва́нчич (хорв. Tomislav Ivančić; 30 листопада 1938, Давор — 17 лютого 2017, Загреб) — католицький священик, доктор богослов'я, декан, професор Загребського університету, засновник агіотерапії.

## Біографія
Іванчич вивчав філософію й теологію у Загребі та Римі. В 1966 році він був висвячений на священика. Після закінчення докторату в Папському Григоріянському університеті, він повернувся до Загребу.
В 1975 році він став професором католицько-теологічного факультету Загребського університету, з 1998 року — очолює цей факультет. Будучи деканом, кандидував на пост ректора університету, був обраний у 2001 році, але з причини хвороби не зміг виконувати ректорські функції.
У 1983 році став каноніком Загребського митрополичого собору.
З 2004 року став членом теологічної комісії Ватикану.
Засновник агіотерапії — терапевтичної методи духовної медицини, очолює Центр духовної допомоги (хорв. Centra za duhovnu pomoć, CDP), який практикує агіотерапію. Він брав участь у численних радіотрансляціях у власній програмі «П'ять хвилин для вас» (хорв. Pet minuta za tebe). Є автором численних книг на католицьку тематику, які були перекладені на кілька іноземних мов. Також Т. Іванчіч — член Товариства хорватських літературних перекладачів (хорв. Društvj hrvatskih književnih prevoditelja), редактор і дописувач багатьох національних і міжнародних католицьких часописів. Священик заснував декілька християнських товариств і громад: «Молитва і слово» (Molitva i Riječ, MIR), Центр за кращий світ (Centar za bolji svijet). Учасник багатьох семінарів, присвячених темі релігії, як у Хорватії, так і за кордоном.